# Cody Miller
Cody William Miller (Billings, 9 de janeiro de 1992) é um nadador estadunidense, campeão olímpico.
Miller ganhou um total de sete medalhas em grandes competições internacionais: três ouros, duas pratas e dois bronzes, abrangendo as piscinas longas e curtas.

## Carreira

### Rio 2016
Nos Jogos Olímpicos de Verão de 2016, Miller conquistou uma medalha de bronze nos 100 metros peito masculino e uma medalha de ouro no revezamento 4 × 100 metros medley masculino, no qual realizou a etapa de nado peito da final.

## Vida pessoal
Cody Miller nasceu em 9 de janeiro de 1992 em Billings, Montana. estudou na Palo Verde High School em Las Vegas, Nevada. Nadou na Universidade de Indiana sob o comando do treinador Ray Looze. Miller se classificou para a seleção olímpica dos EUA em 2016, ele foi o primeiro nadador da Universidade de Indiana a se tornar atleta olímpico dos EUA em 40 anos. 
Possui uma irmã mais nova, Catie, que nadou pela Duke University e também foi nadadora de nado peito/IM de 2014 a 2018. 
Cody Miller tem pectus excavatum, uma deformidade no tórax que faz com que o peito afunde devido o crescimento anormal do esterno e da caixa torácica. No caso particular de Miller, sua deformidade é severa o suficiente para causar limitações à sua capacidade pulmonar. Como resultado de ter a deformidade, ele começou a nadar aos oito anos de idade. Optou por não fazer cirurgia para corrigir a deformidade, e a natação ajudou a ampliar seu peito e desenvolver sua caixa torácica. 
Cody Miller ficou noivo de Ali DeWitt em 22 de novembro de 2015 no Golden Goggle Awards e casou em 9 de setembro de 2017. Em 21 de junho de 2020, Miller revelou em um vídeo em seu canal no YouTube que ele e sua esposa Ali estavam esperando seu primeiro filho. Seu filho, Axel Zeke Miller, nasceu em 16 de novembro de 2020. 
Miller também é reconhecido através de sua página no YouTube, que ele criou em 2016, e ganhou popularidade desde então. Ele cria conteúdo baseado em sua vida pessoal e carreira na natação. O canal cresceu para mais de 150.000 inscritos.

## Melhores tempos da carreira

### Piscina longa(50m)
| Event      | Tempo   | Local          |
| ---------- | ------- | -------------- |
| 50m peito  | 27.24   | Indianapolis   |
| 100m peito | 58.87   | Rio de Janeiro |
| 200m peito | 2:08.98 | Bloomington    |

### Piscina curta(25m)
| Event      | Tempo   | Local         |
| ---------- | ------- | ------------- |
| 100m peito | 50.82   | Oklahoma City |
| 200m peito | 1:49.31 | Columbus      |